# Adelaida (prenom)
Adelaida és un prenom femení català. Ve del prenom germànic de dona Adelheid.

## Difusió
Aquest prenom és tradicional en català i en altres llengües europees.
Variants: Adela (variant moderna abreviada); Adalais, Adalez, Azalais (variants medievals).
| Variants en altres llengües | Variants en altres llengües     |
| --------------------------- | ------------------------------- |
| Alemany                     | Adelheid                        |
| Anglès                      | Adelaide                        |
| Bretó                       | Adelaid                         |
| Danès                       | Adelaide                        |
| Espanyol                    | Adelaida, Adela                 |
| Esperanto                   | Adelajdo                        |
| Finlandès                   | Adelheid                        |
| Francès                     | Adélaïde, Adele                 |
| Gallec                      | Adelaida                        |
| Hongarès                    | Adelaida                        |
| Italià                      | Adelaide                        |
| Holandès                    | Adelheid                        |
| Noruec                      | Adelheid                        |
| Occità                      | Adelaïda, Adèla, Asalaís, Alaís |
| Polonès                     | Adelajda                        |
| Portuguès                   | Adelaide                        |
| Rus                         | Аделаида (Adelaida)             |
| Suec                        | Adelaide                        |
| Txec                        | Adelaida                        |

## Festa onomàstica
Hi ha diverses santes amb el prenom Adelaida o Adela:
- Adela 14 de juliol
- Adela 8 de setembre
- Adela, abadessa, 24 de desembre
- Adelaida 3 d'octubre
- Adelaida, abadessa, 5 de febrer
- Adelaida (beata), verge, 11 de juny
- Santa Adelaida de Borgonya, santa emperadriu, 16 de desembre

## Biografies
- Variant Adelaida:
  - Nobles:
    - Adelaida d'Aquitània, infanta d'Aquitània i reina consort dels francs (v. 945 - 1004).
    - Adelaida d'Àustria, arxiduquessa d'Àustria i reina consort de Sardenya (1822 - 1855).
    - Adelaida de Besalú, infanta de Besalú i comtessa consort d'Empúries i Urgell (? - v. 1054).
    - Adelaida de Borbó-Penthièvre, duquessa d'Orleans (1753 - 1821).
    - Adelaida de Borgonya, emperadriu consort del Sacre Imperi Romanogermànic
    - Adelaida I de Borgonya, comtessa palatina de Borgonya
    - Adelaida de Carcassona, comtessa consort de Cerdanya
    - Adelaida de Hohenlohe, princesa de Hohenlohe
    - Adelaida de Löwenstein-Wertheim-Rosenberg, reina consort de Portugal (1851 - 1866).
    - Maria Adelaida de Luxemburg, Gran Duquessa de Luxemburg (1894 - 1924).
    - Adelaida de Melguèlh, comtessa consort de Carcassona
    - Adelaida de Provença (? - 1129), comtessa de Forcalquier i comtessa consort d'Urgell (1079 - 1092).
    - Maria Adelaida del Regne Unit, princesa del Regne Unit (1833 - 1897).
    - Adelaida de Roergue, comtessa consort de Turena
    - Adelaida de Savoia, reina consort de França (v. 1092 - 1154).
    - Maria Adelaida de Savoia, princesa del Piemont i delfina de França (1685 - 1712).
    - Adelaida de Saxònia-Meiningen, reina consort del Regne Unit (1792 - 1849).
    - Adelaida de Saxònia-Meiningen, princesa de Prússia (1891 - 1971).
    - Victòria Adelaida de Schleswig-Holstein-Sondenburg-Glucksburg, duquessa de Saxònia-Coburg Gotha (1885 - 1970).
    - Adelaida de Susa, comtessa consort de Savoia (1015 - 1091).

  - Altres:
    - Adelaida Pedrosa Roldán, política valenciana

- Variant Adela:
  - Adela, comtessa de Vexin, comtessa de Vexin
  - Adela Cortina Orts, filòsofa valenciana
  - Adela Pankhurst, militant política
  - Adela Pla Pastor, política
  - Adela Popescu, cantant i actriu romanesa
  - Adela Simon Pera, infermera
  - Adela Maria Trepat i Massó, llatinista i traducctora
  - Adela de Xampanya, reina consort de França
  - Adela Zamudio, escriptora

- Variant Azalais:
  - Azalais de Porcairagues, trobairitz

## Topònims
- Adelaida és la capital i la ciutat més poblada de l'estat australià d'Austràlia Meridional.
- L'Illa Adelaida és una illa de l'Antàrtida